# Едуардо да Силва
Едуардо Алвеш да Силва (на португалски: Eduardo Alves da Silva) е хърватски футболен национал, от бразилски произход, който играе за полския Легия (Варшава). Едуардо е вторият най-резултатен играч за Хърватия, след Давор Шукер, който има 40 гола.

## Клубна кариера

### Началото
Едуардо израства в Бангу – квартал на Рио де Жанейро, а първите му стъпки във футбола са в местните клубове Нова Кенеди и Бангу Атлетико. След това е забелязан от скаути на Динамо Загреб и през септември 1999 г. подписва с младежите на хърватския клуб. Въпреки големите контузии, които го спохождали от малък, през лятото на 2001 г. Едуардо започва с първия отбор на Динамо. Следващия сезон е пратен под наем във втородивизионния Инкер Запрешич (сега Интер Запрешич), където изиграва 15 мача и вкарва 10 гола.

### Динамо Загреб
След завръщането си в Динамо Загреб, Едуардо получи титулярен пост в тима през сезон 2003 – 2004. Той е най-добрия играч на хърватското първенство през 2004 г., 2006 г. и 2007 г. Той бе един от ключовите играчи, спомогнал на Динамо да спечели 2 поредни титли в първенството и една купа. През 2006 г. вкарва 2 гола на Риека в мач за суперкупата, спечелен от Динамо с 4 – 1. През сезон 2006 – 2007 Едуардо вкарва 5 гола в 6 мача в турнира за купата на УЕФА. След отстраняването на Екранас, Динамо се изправи срещу тима на Арсенал, а във втория мач на Емирейтс, Едуардо открива резултата в 12-а минута, но Динамо губи в срещата и бива отстранен от Арсенал. През септември 2006 г. вкарва 2 гола срещу тима на Оксер в турнира за купата на УЕФА. Едуардо е най-резултатния футболист на Динамо в първенството през сезон 2006 – 2007, като до зимната пауза вкарва 18 гола в 18 мача, 3 греди и хеттрик. В средата на ноември 2006 г. той вкарва 2 хеттрика в два последователни мача, за Динамо Загреб в период от 4 дни. На 12 май 2007 г. в дербито с НК Загреб, завършило 4 – 0 за Динамо, Едуардо вкарва 30-ия и 31-вия си голове в лигата и става най-резултатния футболист в Хърватия за всички времена, чупейки 13-годишния рекорд на бившата звезда на Динамо Горан Валович, който е отбелязал 29 гола през сезон 1993 – 1994. Едуардо приключва сезона с 34 гола и 32 мача. На 19 май 2007 г. в дербито с Хайдук, Едуардо става първият играч отбелязал хеттрик в дербито.

### Арсенал
На 3 юли 2007 г. Едуардо подписва с Арсенал за неразкрита сума, но в медиите достига слух, че сумата е около 7,5 милиона английски лири. В началото среща проблеми с изкарването на работна виза, но на 2 август получава такава. Едуардо прави своя дебют за Арсенал на 19 юли, в приятелска среща срещу отбора на Генчелибирлиги, като влиза като смяна в 69-а минута, а своя дебют като титуляр прави на турнира в Амстердам срещу Лацио, където вкарва и победното попадение за Арсенал и така открива своята голова сметка в този клуб. Дебюта си във първенството на Англия прави на 19 август 2007 г. в равенството срещу Блекбърн, влизайки като смяна на Денилсон в 65-а минута. 10 дни по-късно вкарва и първия си гол за Арсенал в Шампионска лига, срещу тима на Спарта Прага. В домакинството над ФК Севиля оформя крайния резултат в последната минута на добавеното време. Докато все още се бори за титулярно място в тима на Арсенал, Едуардо показва головите си умения в турнира Карлинг Къп, като вкарва 2 гола в 2 поредни мача, срещу Шефилд Юнайтед и Блекбърн и по този начин спомага на Арсенал да достигне до полуфиналите на турнира. Контузията на Робин ван Перси му дава възможност за изява и той все по-често се оказва партньор на Адебайор в нападението на Арсенал. В края на ноември 2007 г. той отново вкарва на ФК Севиля, но това си остава единственото попадение за артилеристите, като те губят с 3 – 1. Едуардо най-накрая успя да намери своето титулярно място в тима на Арсенал за първенството по време на коледно-новогодишния период. На 29 декември 2007 г. вкарва 2 гола на Евертън. В първия ден от новата 2008ма година, само след 72 секунди срещу Уест Хям Юнайтед, Едуардо открива резултата, а мачът завършва 2 – 0 за Арсенал. В първия уикенд на новата година Едуардо дебютира в турнира ФА Къп срещу Бърнли. В следващите три мача през януари отбелязва три гола, две асистенции и една дузпа. Той помогна на Арсенал да излезе начело в класирането на първенството в началото на февруари, отбелязва гол срещу Манчестър Юнайтед и асистира на Филип Сендерос в домакинската победа с 2 – 0 над Блекбърн.

### Контузията
На 23 февруари 2008 г. в мач срещу Бирмингам, Едуардо получава открита фрактура на подбедрицата и изкълчва глезена си в остър сблъсък с Мартин Тейлър, за което играчът на Бирмингам бива изгонен. Едуардо мигновено е откаран в местната болница и е опериран. На помощ се отзовава и неговият съотборник Жилберто Силва, защото само той разбрал португалски и помогнал за комуникацията между Едуардо и медицинския екип. Самата гледка на контузията му бе толкова ужасяваща, че Скай Спортс, телевизията, която излъчва срещата, не излъчи кадри от самата контузия. Арсен Венгер поиска да се забрани на Тейлър да играе футбол, но след това оттегли думите си. Въпреки че вината за контузията е безспорно на Тейлър, неговият наставник и съотборници заявиха, че той никога не би го направил нарочно. Мартин тейлър посещава Едуардо в болницата и поднася извиненията си, които биват приети от Едуардо, но след оздравяването си, хърватския национал не си спомня нито за посещението, нито за извиненията.

### Завръщането
Лекарският екип предполага, че контузията ще продължи от 9 до 12 месеца. На 16 декември 2008 г. Едуардо прави завръщането си, оставяйки на скамейката в мач срещу Портсмут. На 16 февруари 2009 г. започва като титуляр в мач срещу Кардиф за ФА Къп и в 21-вата минута отбелязва гол. Във втората част на мача вкарва още един гол, а след това е сменен под аплодисментите на феновете. На пресконференция след срещата, Едуардо казва за завръщането си, че е най-добрият ден в живота му, макар и след като се контузва отново и излиза от терена за около 3 седмици. Завръща се в мач от 5-ия кръг на ФА Къп срещу Бърнли, където отбелязва ефектен гол от воле. На 20 май 2009 г. претърпява втора по-лека хирургическа интервенция на глезена, а от клуба заявяват, че ще се завърне пълноценно в тренировките на отбора по време на предсезонната подготовка. 